# IOS 12
iOS 12 ist eine Version des Betriebssystems iOS von Apple. Die zwölfte Version des Betriebssystems wurde am 4. Juni 2018 zusammen mit tvOS 12, watchOS 5 und macOS Mojave bei der Worldwide Developers Conference des Unternehmens vorgestellt und am 17. September 2018 veröffentlicht.

## Neuerungen
Laut Apple werden die Geräte nach dem Update bis zu 70 % schneller sein. Es wurden Verbesserungen an der Kamera-App vorgenommen, um das Starten und Fotografieren zu beschleunigen. Für Nutzer ab iPhone X gibt es eine neue Funktion in iMessage. Neben den vier zusätzlichen Animojis kann man jetzt eigene Animojis, sogenannte Memojis erstellen. Die Hautfarbe, den Haarschnitt, die Augenfarbe und vieles mehr kann bei den Memojis nach eigenem Belieben personalisiert werden.
Mit der Bildschirmzeit sehen Nutzer sofort, wie lange sie ihr Gerät benutzen und was sie dabei tun. Das System bietet Berichte in Kategorien und Zeitrahmen unterteilt an.
Über die Maßband-App ist es möglich mit Hilfe des neuen „ARKit 2“ mit Augmented Reality z. B. Längen auszumessen. Die Funktion ist Geräten mit einem A9-Chip oder höher vorbehalten.
Es ist möglich, FaceTime-Anrufe mit bis zu 32 Teilnehmern zu eröffnen. Nutzer des iPhone X haben außerdem die Möglichkeit, Memojis für sich selber zu verwenden oder diese für die anderen Teilnehmer zu nutzen.
Zusätzlich werden mehrere Benachrichtigungen, die von einer App wie z. B. Nachrichten stammen, gruppiert und können mit einem Tippen auf die Gruppe einzeln geöffnet oder gelöscht werden.
„Fotos“ unterstützt nun Vorschläge für Bilder im Abschnitt Für Dich und gibt Empfehlungen zum Teilen.
„Nicht stören“ verfügt nun über eine Funktion mit dem Namen Nicht stören während der Schlafenszeit, um Benachrichtigungen automatisch an den Verlauf und Anrufe an die Voicemail zu senden (kann in Favoriten / Wiederholte Anrufe geändert werden). Außerdem sorgt die Funktion für einen dunkleren Bildschirm während der Schlafenszeit.
Des Weiteren wurde die Kamerafunktion von iMessage um neue Funktionen erweitert, wie z. B. das Ankleben von Stickern auf Bildern.
Kompatible iPads erhalten einige neue Gestensteuerungsmöglichkeiten, die man bereits vom iPhone X kennt.
iOS 12 ist das vorinstallierte Betriebssystem des iPhone XS, XS Max und XR sowie dem iPad Pro (3. Generation), dem iPad Air (3. Generation), dem iPad mini (2019) und dem iPod touch (7. Generation).

## Verlängerter Update-Zeitraum
Mit der iOS 12 änderte Apple seine bisherige Update-Philosophie mit dem Aufkommen des iOS-Nachfolgers keine regelmäßigen Update des Vorgänger-iOS bereitzustellen für die Geräte, die den Nachfolger iOS 13 technisch nicht unterstützen. Die Update-Versionen ab 12.4.2 werden nur für die Geräte zum Download und Installation angeboten, die technisch nicht auf iOS 13 wechseln können. Apple gab dazu keine offizielle Bekanntmachung wie lange der verlängerte regelmäßige Update-Zeitraum anhalten wird. Seit Version iOS 12.4.9 werden auch Updates nach dem Nachfolger iOS 14 veröffentlicht.

### Contact-Tracing-Apps
Am 15. Dezember 2020 hat Apple das Update iOS 12.5 veröffentlicht, mit dem es möglich ist, Contact-Tracing-Apps auf iPhone 5s sowie 6 zu nutzen. Die entsprechende Schnittstelle wird damit unterstützt.

## Unterstützte Geräte
Alle Geräte, die iOS 11 unterstützen, unterstützen auch iOS 12.

### iPhone
- iPhone 5s
- iPhone SE (1. Generation)
- iPhone 6 und iPhone 6 Plus
- iPhone 6s und iPhone 6s Plus
- iPhone 7 und iPhone 7 Plus
- iPhone 8 und iPhone 8 Plus
- iPhone X
- iPhone Xs und iPhone Xs Max
- iPhone XR

### iPod Touch
- iPod Touch (6. Generation)
- iPod Touch (7. Generation)

### iPad
- iPad Air
- iPad Air (2. Generation)
- iPad Air (3. Generation)
- iPad (2017)
- iPad (2018)
- iPad Mini 2
- iPad Mini 3
- iPad Mini 4
- iPad Mini 5
- iPad Pro (1. Generation)
- iPad Pro (2. Generation)
- iPad Pro (3. Generation)